# 達圖山度士足球會
達圖山度士足球會，是愛沙尼亞塔爾圖的足球會，主場為塔尔图安内林纳体育场。
球隊於愛丙聯賽作賽，爆冷奪得2014年愛沙尼亞盃亞軍，於是取得2014–15年歐霸盃的參賽資格，遇上當時不幸降班的挪超球隊特林素，在首回合主場被大炒 0–7，次回合作客再輸 1–6，兩回合共失13球下恥辱性出局。